# NGC 1709
NGC 1709 (ook wel NGC 1717) is een lensvormig sterrenstelsel in het sterrenbeeld Orion. Het hemelobject werd op 15 januari 1849 ontdekt door Johnstone Stoney, assistent van de Ierse astronoom William Parsons.

## Synoniemen
- NGC 1717
- PGC 16462
- MCG 0-13-54
- ZWG 394.58
- NPM1G -00.0168